# Bicêtre
Bicêtre est un ancien domaine français situé sur l'actuelle commune du Kremlin-Bicêtre.
En 1633, Louis XIII fit construire, sur les ruines d'une résidence épiscopale, un hôpital pour les militaires invalides, qui a été un hôpital, un asile d'aliénés et une prison parisienne.

## Toponymie
Le nom de Bicêtre vient du fait que la forteresse était construite sur des terrains appartenant à Jean de Pontoise, évêque de Winchester, qui en fut propriétaire pendant l’occupation étrangère, sous le règne de Charles VII. Le nom « Winchester » fut francisé en Winchestre, puis Bichestre, Bicestre, et enfin Bicêtre.

## Du monastère au château (XIIIeetXVesiècles)
À la fin du XIIIe siècle, Jean de Pontoise, évêque de Winchester et ambassadeur d'Angleterre en France, acheta aux Chartreux une ancienne métairie appelée la Grange-aux-Queux et y fit bâtir, en 1286, un château qui porta le nom de son évêché. Philippe le Bel confisque ce château en 1294, prétextant la guerre contre Édouard Ier , et ses successeurs l’habitent, Charles VI datant, en 1381 et 1409, des lettres patentes de Bicêtre.
Pendant les guerres qui eurent lieu sous le roi Jean le Bon, l'Anglais Robert Knolles assiégea Bicêtre et le pilla (1371).
Charles le Sage, en ayant fait présent à son frère le duc Jean de Berry, celui-ci fit bâtir un magnifique château sur l'emplacement de la maison de Bicêtre. Il s’y retira avec le duc d’Orléans, pour se liguer contre le duc de Bourgogne. On y négocia une paix connue dans l’histoire sous le nom de paix de Wincester, mais le traité ayant été violé, on nomme cette violation la trahison de Wincester.

Brûlé, en 1411, lors des guerres civiles de Charles VI, par les partisans du duc de Bourgogne, le désastre fut considérable, et les richesses qui y étaient renfermées se trouvèrent perdues. Seules les murailles et deux pièces décorées de mosaïques survécurent. Le château fut alors donné, avec ses dépendances, par le duc de Berry au chapitre de Notre-Dame de Paris. Cette donation, faite en juin 1416, fut confirmée par Charles VII, en 1441, et par Louis XI, en 1464.

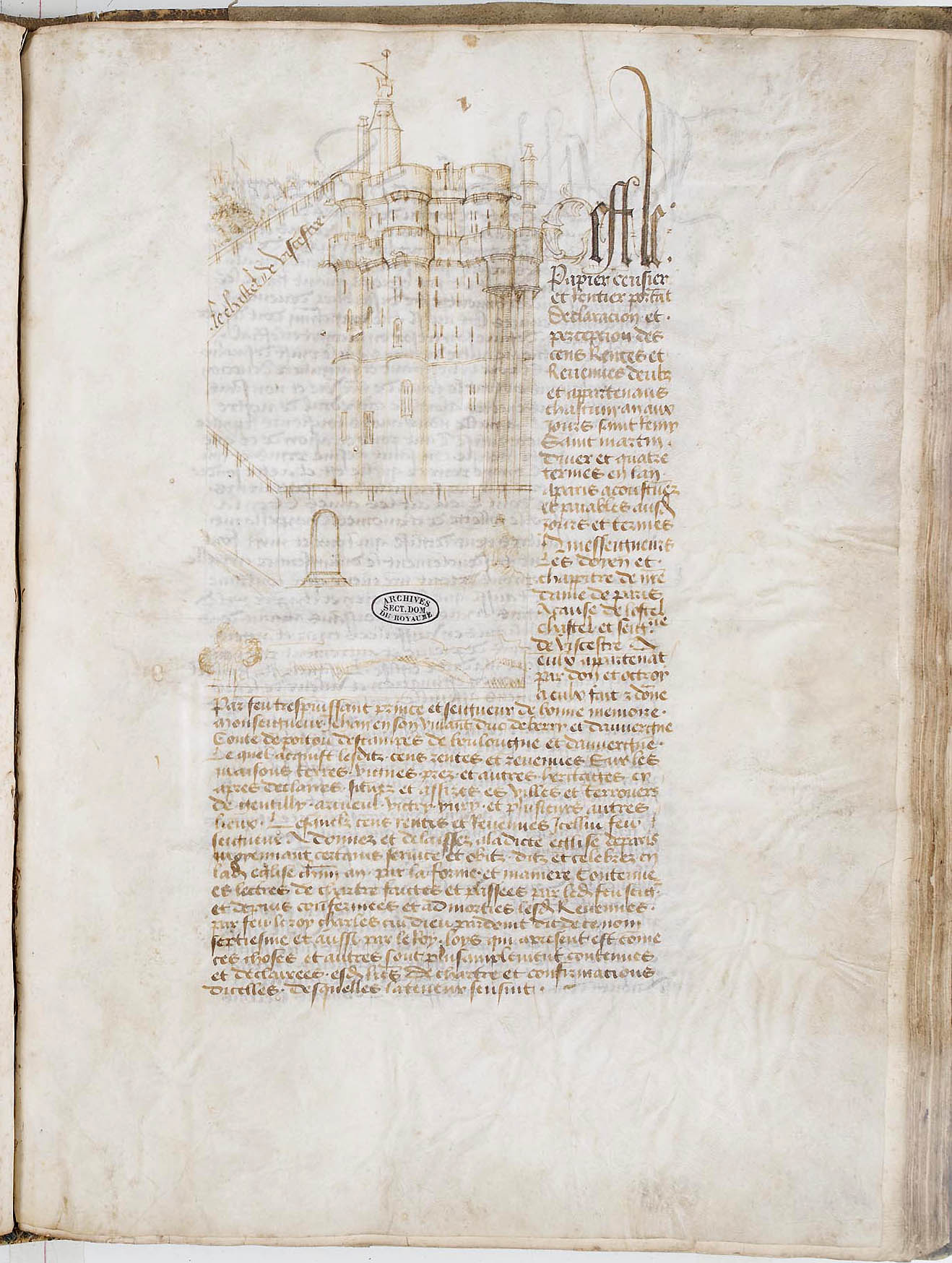
Registre des cens dus au chapitre de Notre-Dame de Paris, 1474.
Le premier feuillet comporte le dessin à la plume représentant un donjon, censément celui du château de "Viscestre" (Bicêtre), en réalité celui de Vincennes, qui avait été donné par Jean, duc de Berry, au chapitre, en 1416. Signature en monogramme d'Étienne Ruffi (copiste du registre, peut-être l'auteur du dessin). Archives nationales de France.

En 1519, le procureur du roi fit saisir cette propriété, devenue un repaire de voleurs et passée dans le langage courant pour désigner un malheur : le projet d'en faire un hôpital de peste n'aboutit pas. Les ruines furent rasées de fond en comble par le cardinal de Richelieu en 1632 et la propriété immédiatement rebâtie pour y placer les soldats invalides de la commanderie de Saint Louis, deux ans plus tard.
En 1648, Bicêtre, à la sollicitation de Vincent de Paul servit en partie d’asile aux enfants trouvés. Ensuite, il fut destiné à recevoir les pauvres, les mendiants et les vagabonds. Enfin Louis XIV voulut qu'on y traitât les malades de la syphilis.

## Hôpital et prison
À partir de 1656, l'établissement fait partie de l'hôpital général de Paris et est affecté à l'enfermement des mendiants, vagabonds et de tous les « indésirables » : de fait, le lieu est doté d'une réputation exécrable dont les pamphlets résonnent dès l'ouverture de l'établissement : 

« Auguste château de Bicêtre
Le lutin et les loups-garous
Reviennent-ils toujours chez vous
Faire la nuit leurs diableries ? [...]
Depuis qu'on vous nomme hospital
Il n'en est point d'assez brutal
Pour aller y choisir un gîte »

En 1735, l'arrivée dans l'établissement d'un clerc janséniste, Fuzier, qui demanda à se charger des enfants de chœur, marqua le début d'un conflit qui éclatera dix ans plus tard et qu'on appellera l'affaire de l'Hôpital général. 
L'endroit accueillait alors la lie de la société, mélangeant indifféremment les indigents, les malades et les criminels : aliénés (enchaînés jusqu'à l'arrivée de Philippe Pinel en 1793), escrocs, syphilitiques, assassins, vagabonds et délinquants de toutes sortes. On y plaçait notamment les homosexuels pauvres pris en flagrant délit, depuis qu'on avait renoncé à les brûler en place publique. On y fustigeait les prisonniers pour leur faire expier leurs fautes.
Sous la Révolution française, à la suite d'un rapport de Mirabeau, on remet en liberté les prisonniers détenus sans jugement. En septembre 1792, des « septembriseurs » en furie assassinent au gourdin près de deux cents détenus. Au nombre des victimes figurèrent beaucoup d'enfants ramassés dans les rues pour de petits vols, de la mendicité ou du vagabondage.
On y place ensuite les suspects de trafic de faux assignats, que leur crime relevât du droit commun ou de l’activisme politique contre-révolutionnaire. Ils furent pour la plupart inclus dans la prétendue conspiration des prisons en juin 1794 et envoyés à l’échafaud, sur la dénonciation de celui d’entre eux qui désirait le plus ardemment sauver sa peau.
C'est à Bicêtre que le tapissier Guilleret a inventé la camisole de force en 1770. C'est aussi là qu'a été effectué, le 17 avril 1792, le premier essai de la guillotine, sur des moutons vivants, puis sur les cadavres de trois vagabonds. 
La prison est aussi utilisée comme zone de transit pour le bagne, de 1793 à 1836 (date à laquelle la prison cesse son activité).
Bicêtre reste célèbre pour son puits aux proportions gigantesques de 5 m de diamètre pour 60 m de profondeur, creusé en 1733 sous la houlette de l’architecte Boffrand. L'élévation de l'eau était alors assurée par des prisonniers et des aliénés avant d'être remplacée par une machine à vapeur en 1855.

« Bicêtre - La plus mauvaise prison d'hommes. Elle renferme des condamnés à de longues peines, qui n'ont pu obtenir de rester à Sainte-Pélagie, et des condamnés aux travaux forcés en attendant qu'ils soient envoyés au [bagne. Les uns et les autres sont presque tous dans un état de grand dénuement. Saint Lazare. C'est le Bicêtre des femmes […]. »

Cadoudal, chef des chouans, sera emprisonné à Bicêtre avant d'être exécuté en place de l’Hôtel-de-Ville, le 25 juin 1804.
Le 3 juillet 1815, à l'approche de l'ennemi, on transféra les détenus de Bicêtre à Paris.
La mortalité annuelle moyenne de 1815 à 1818 est d'un détenu sur 1875. 

## L'hôpital Bicêtre
Bicêtre a retrouvé sa vocation hospitalière sous le nom d'hôpital Bicêtre où une unité de faculté de médecine est implantée.

## Bicêtre dans la littérature
- La deuxième époque de Monsieur Nicolas de Nicolas Edme Restif de La Bretonne (1797) situe son action au couvent de Bicêtre où Nicolas est enfant de chœur, jusqu'à l'expulsion des jésuites fin 1747.
- Bicêtre est le décor du célèbre roman de Victor Hugo, le Dernier Jour d'un condamné. Véritable réquisitoire contre la peine de mort, on y trouve de nombreuses descriptions de Bicêtre et des conditions de détention alors en vigueur au XIXe siècle. Dans ce texte, le lecteur peut noter la souffrance du personnage principal pendant toute l'histoire.
- Les anneaux de Bicêtre est un roman de Georges Simenon, le récit à la troisième personne de la perception du monde par un homme qui vient d'être frappé d'hémiplégie.
- Balzac évoque "L'hospice de la Vieillesse" où son héros finit ses jours, dans Le Colonel Chabert.
- Dans son roman Les Mohicans de Paris, Alexandre Dumas décrit le château de Bicetre et une "cérémonie de ferrement" au chapitre CCCXXX
- Bicêtre est décrit en détail dans Les Mystères de Paris par Eugène Sue, en tant qu’hôpital psychiatrique et en tant que prison pour les personnes condamnées à mort (neuvième partie, XIV Bicêtre - dixième partie, La Toilette).
- Balzac, dans le Curé de Tours, évoque le cabanon de Bicêtre : le vicaire Birotteau « se tourmentait autant qu’un condamné à mort dans le cabanon de Bicêtre quand il y attend le résultat de son pourvoi en cassation »
- Brassens, dans sa chanson Le Boulevard du temps qui passe (1976), prête aux "jeunes" l'intention d' "envoyer à Bicêtre" les "vieux". Dans une autre chanson, L'Ancêtre (1969), le refrain commence par ces vers : "Quand nous serons ancêtres / Du côté de Bicêtre".
- Alphonse Boudard, dans L'hôpital, publié en 1971, raconte son hospitalisation à l'Hôpital Bicêtre au début des années 50, dans le Premier chapitre. Il évoque en quelques lignes la mémoire tragique de Bicêtre [7].
- Michel Foucault fait mention de la libération des enchaînés de Bicêtre (1794) dans sa première préface de l'histoire de la folie à l'âge classique. En cela, il marque cet événement comme un marqueur clé de la séparation historique entre raison et folie.
- Dominique Kalifa évoque à plusieurs reprises Bicêtre dans son ouvrage consacré aux Bas-Fonds.